# Harold Burrough
Harold Martin Burrough (Eaton Bishop, 4 luglio 1888 – Hindhead, 22 ottobre 1977) è stato un ammiraglio britannico, ufficiale della Royal Navy durante il periodo della seconda guerra mondiale.

## Biografia
Nato nel villaggio di Eaton Bishop nell'Herefordshire e figlio di un reverendo, Burrough si arruolò nella Royal Navy nel maggio 1903 conseguendo il grado di Midshipman nel 1904 dopo gli studi al Britannia Royal Naval College. Promosso tenente nell'ottobre 1909, prese parte alla prima guerra mondiale come ufficiale d'artiglieria a bordo dell'incrociatore leggero HMS Southampton con cui partecipò, in particolare, alla battaglia dello Jutland; tenente comandante alla fine del conflitto nel novembre 1918, Burrough servì poi brevemente come ufficiale d'artiglieria a bordo dell'incrociatore da battaglia HMAS Australia della Royal Australian Navy ottenendo una promozione a comandante alla fine di dicembre 1921.
Dopo un periodo a terra senza incarichi, Burrough ottenne dal settembre 1926 al luglio 1927 un'assegnazione sulla nave da battaglia HMS Barham in forza alla Mediterranean Fleet; promosso capitano nel giugno 1928, svolse quindi vari incarichi presso l'Ammiragliato a Londra prima di ottenere il suo primo comando, quello dell'incrociatore pesante HMS London della Mediterranean Fleet, nell'ottobre 1930. Tra l'aprile 1935 e il febbraio 1937 Burrough comandò la 5th Destroyer Flotilla della Home Fleet con insegna sul cacciatorpediniere HMS Exmouth, prima di passare ad altri incarichi a terra presso l'Ammiragliato; dal settembre 1937 all'ottobre 1938 fu comandante della scuola di artiglieria di Portsmouth.
Promosso retroammiraglio nell'agosto 1939, allo scoppio della seconda guerra mondiale nel settembre seguente Burrough ricopriva l'incarico di assistente del Primo lord del mare Dudley Pound, il comandante della Royal Navy, presso l'Ammiragliato, ma dal settembre 1940 passò a un incarico operativo sul campo, quello di comandante del 10th Cruiser Squadron della Home Fleet con insegna sull'incrociatore HMS Kenya (dal gennaio 1942 sull'incrociatore HMS Nigeria). In questa veste Burrough partecipò a varie azioni belliche nel teatro bellico europeo, comandando le forze navali durante l'operazione Archery in Norvegia e la forza di scorta al convoglio "Pedestal" durante la battaglia di mezzo agosto nel mar Mediterraneo: per la prima azione fu insignito dell'onorificenza del Distinguished Service Order, per la seconda del titolo di cavaliere dell'Ordine dell'Impero Britannico. Promosso vice ammiraglio nell'ottobre 1942, nel novembre seguente Burrough partecipò all'invasione anfibia alleata del Nordafrica (operazione Torch) comandando le forze navali incaricate degli sbarchi nella zona di Algeri; per questa azione fu insignito di un secondo Distinguished Service Order.
Dal gennaio 1943 Burrough svolse alcuni incarichi a terra, tra cui quelli di comandante della Force H a Gibilterra, di ufficiale del quartier generale per le operazioni combinate all'Ammiragliato e di comandante delle forze navali britanniche nell'oceano Atlantico. Nel gennaio 1945, dopo la morte in un incidente aereo del suo predecessore Bertram Ramsay, Burrough assunse l'incarico di comandante in capo delle forze navali alleate presso il Supreme Headquarters Allied Expeditionary Force sotto la guida del generale statunitense Dwight D. Eisenhower; in questa veste diresse le operazioni navali in Europa durante gli ultimi mesi di guerra, presenziando quindi alla firma della capitolazione della Germania nazista il 7 maggio 1945 a Reims. Promosso ammiraglio nel settembre 1945, comandò quindi le forze navali britanniche in Germania nell'immediato dopoguerra e fino al marzo 1946; Burrough fu quindi comandante della Nore Station dall'aprile 1946 al novembre 1948, per poi ritrarsi a vita privata nel febbraio 1949. Morì poi il 22 ottobre 1977 nella casa di cura di Hindhead nel Surrey.